# سيراكيوز (نيويورك)
سَرَقُوسَة أو سيراكيوز (Syracuse بالإنجليزيّة، وسميت على اسم المدينة الصقلية Siracusa وعرفها العرب باسم سرقوسة)، هي مدينة أمريكية في ولاية نيويورك تعد المركز الصناعي لولاية نيويورك بالولايات المتحدة الأمريكية، يطلق عليها اسم مدينة الملح نظرا لشهرتها بإنتاج كميات كبيرة من الملح. يبلغ عدد سكانها 140.658 نسمة (إحصائيات 2006)، بينما يبلغ عدد سكان منطقتها الحضرية 732.117 نسمة (إحصائيات 2002).
يقع مركز سيراكيوز على ضفاف بحيرة أونون داجا بوسط نيويورك، ويضم ما يقرب من 500 مصنع يتم فيها إنتاج أشياء عديدة، مثل: الكيميائيات والخزف والأدوية والآلات الكهربائية، والورق ووسائل المواصلات، جعلت هذه المنتجات من المدينة مركزا تسويقيا لمنتجات المزارع القريبة منها. سيراكيوز فيها جامعة سيراكيوز وكليات صغيرة آخرى.

## المناخ
يظهر الجدول التالي التغييرات المناخية على مدار السنة لسيراكيوز:
| البيانات المناخية لـسيراكيوز                        | البيانات المناخية لـسيراكيوز | البيانات المناخية لـسيراكيوز | البيانات المناخية لـسيراكيوز | البيانات المناخية لـسيراكيوز | البيانات المناخية لـسيراكيوز | البيانات المناخية لـسيراكيوز | البيانات المناخية لـسيراكيوز | البيانات المناخية لـسيراكيوز | البيانات المناخية لـسيراكيوز | البيانات المناخية لـسيراكيوز | البيانات المناخية لـسيراكيوز | البيانات المناخية لـسيراكيوز | البيانات المناخية لـسيراكيوز |
| الشهر                                               | يناير                        | فبراير                       | مارس                         | أبريل                        | مايو                         | يونيو                        | يوليو                        | أغسطس                        | سبتمبر                       | أكتوبر                       | نوفمبر                       | ديسمبر                       | المعدل السنوي                |
| --------------------------------------------------- | ---------------------------- | ---------------------------- | ---------------------------- | ---------------------------- | ---------------------------- | ---------------------------- | ---------------------------- | ---------------------------- | ---------------------------- | ---------------------------- | ---------------------------- | ---------------------------- | ---------------------------- |
| الدرجة القصوى °ف (°م)                               | 70 (21)                      | 75 (24)                      | 87 (31)                      | 92 (33)                      | 96 (36)                      | 100 (38)                     | 102 (39)                     | 101 (38)                     | 98 (37)                      | 88 (31)                      | 81 (27)                      | 72 (22)                      | 102 (39)                     |
| الحد الأقصى المتوسط °ف (°م)                         | 55.4 (13.0)                  | 54.4 (12.4)                  | 70.0 (21.1)                  | 80.8 (27.1)                  | 86.3 (30.2)                  | 90.6 (32.6)                  | 92.1 (33.4)                  | 91.4 (33.0)                  | 86.6 (30.3)                  | 78.0 (25.6)                  | 68.8 (20.4)                  | 57.6 (14.2)                  | 93.6 (34.2)                  |
| متوسط درجة الحرارة الكبرى °ف (°م)                   | 31.5 (−0.3)                  | 34.2 (1.2)                   | 43.2 (6.2)                   | 57.2 (14.0)                  | 68.8 (20.4)                  | 77.5 (25.3)                  | 81.6 (27.6)                  | 80.0 (26.7)                  | 72.2 (22.3)                  | 60.0 (15.6)                  | 48.4 (9.1)                   | 36.4 (2.4)                   | 57.7 (14.3)                  |
| متوسط درجة الحرارة الصغرى °ف (°م)                   | 15.7 (−9.1)                  | 17.6 (−8.0)                  | 25.1 (−3.8)                  | 36.6 (2.6)                   | 46.4 (8.0)                   | 56.0 (13.3)                  | 61.0 (16.1)                  | 59.6 (15.3)                  | 51.9 (11.1)                  | 41.2 (5.1)                   | 32.8 (0.4)                   | 22.4 (−5.3)                  | 39.0 (3.9)                   |
| الحد الأدنى المتوسط °ف (°م)                         | −7.8 (−22.1)                 | −3.7 (−19.8)                 | 4.3 (−15.4)                  | 23.4 (−4.8)                  | 33.2 (0.7)                   | 42.8 (6.0)                   | 50.3 (10.2)                  | 47.6 (8.7)                   | 36.8 (2.7)                   | 27.2 (−2.7)                  | 17.3 (−8.2)                  | 1.4 (−17.0)                  | −10.7 (−23.7)                |
| أدنى درجة حرارة °ف (°م)                             | −26 (−32)                    | −26 (−32)                    | −16 (−27)                    | 7 (−14)                      | 25 (−4)                      | 34 (1)                       | 44 (7)                       | 38 (3)                       | 25 (−4)                      | 18 (−8)                      | −1 (−18)                     | −26 (−32)                    | −26 (−32)                    |
| الهطول إنش (مم)                                     | 2.50 (64)                    | 2.07 (53)                    | 2.95 (75)                    | 3.19 (81)                    | 3.22 (82)                    | 3.31 (84)                    | 3.78 (96)                    | 3.57 (91)                    | 3.69 (94)                    | 3.44 (87)                    | 3.53 (90)                    | 3.22 (82)                    | 38.47 (977)                  |
| متوسط تساقط الثلوج إنش (سم)                         | 34.0 (86)                    | 25.3 (64)                    | 18.0 (46)                    | 3.8 (9.7)                    | 0.1 (0.25)                   | 0 (0)                        | 0 (0)                        | 0 (0)                        | 0 (0)                        | 0.4 (1.0)                    | 9.5 (24)                     | 32.7 (83)                    | 123.8 (314)                  |
| متوسط أيام هطول الأمطار (≥ 0.01 in)                 | 19.1                         | 16.0                         | 15.8                         | 14.0                         | 12.9                         | 12.1                         | 11.3                         | 10.8                         | 12.1                         | 14.2                         | 16.7                         | 18.6                         | 173.6                        |
| متوسط الأيام المثلجة (≥ 0.1 in)                     | 18.4                         | 14.4                         | 9.9                          | 2.6                          | 0.1                          | 0                            | 0                            | 0                            | 0                            | 0.5                          | 5.8                          | 14.7                         | 66.4                         |
| متوسط الرطوبة النسبية (%)                           | 73.2                         | 72.3                         | 69.6                         | 65.2                         | 67.1                         | 69.9                         | 70.5                         | 74.9                         | 76.4                         | 74.3                         | 75.4                         | 76.8                         | 72.1                         |
| ساعات سطوع الشمس الشهرية                            | 102.8                        | 116.7                        | 172.5                        | 204.4                        | 243.1                        | 260.6                        | 289.3                        | 247.1                        | 193.0                        | 144.3                        | 76.7                         | 69.0                         | 2٬119٫5                      |
| نسبة وصول أشعة الشمس                                | 35                           | 40                           | 47                           | 51                           | 53                           | 57                           | 62                           | 57                           | 51                           | 42                           | 26                           | 25                           | 48                           |
| المصدر: NOAA (relative humidity and sun 1961–1990), |                              |                              |                              |                              |                              |                              |                              |                              |                              |                              |                              |                              |                              |

## توأمة
لسيراكيوز (نيويورك) اتفاقيات توأمة مع كل من:
- أثينا
- شيا يي
- فوزهو (25 أغسطس 1991 - )

## أعلام
- كارل ووز
- ليزلي فاينبرغ
- دولف شيس
- بوست مالون
- جيمي ميرفي
- روبرت آنجل
- بوبكات غولدثويت
- توم كروز
- جورج زاكس
- أفرايم ريكر